# Rhinotia hemistictus
Rhinotia hemistictus là một loài bọ cánh cứng trong họ Belidae.

## Hình ảnh

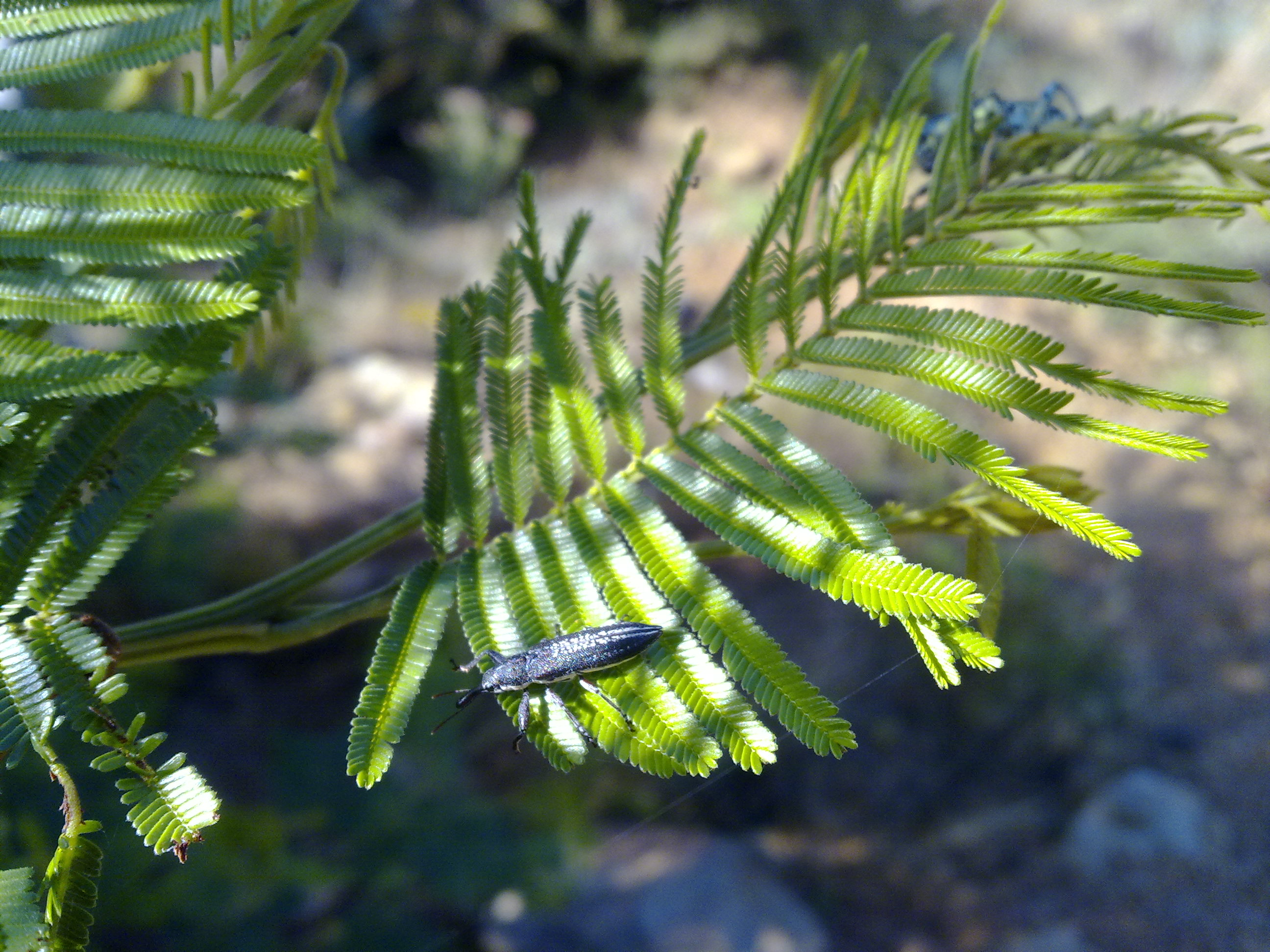
Một con bọ cánh cứng ăn lá loài acacia ở phía nam phía đông New South Wales.
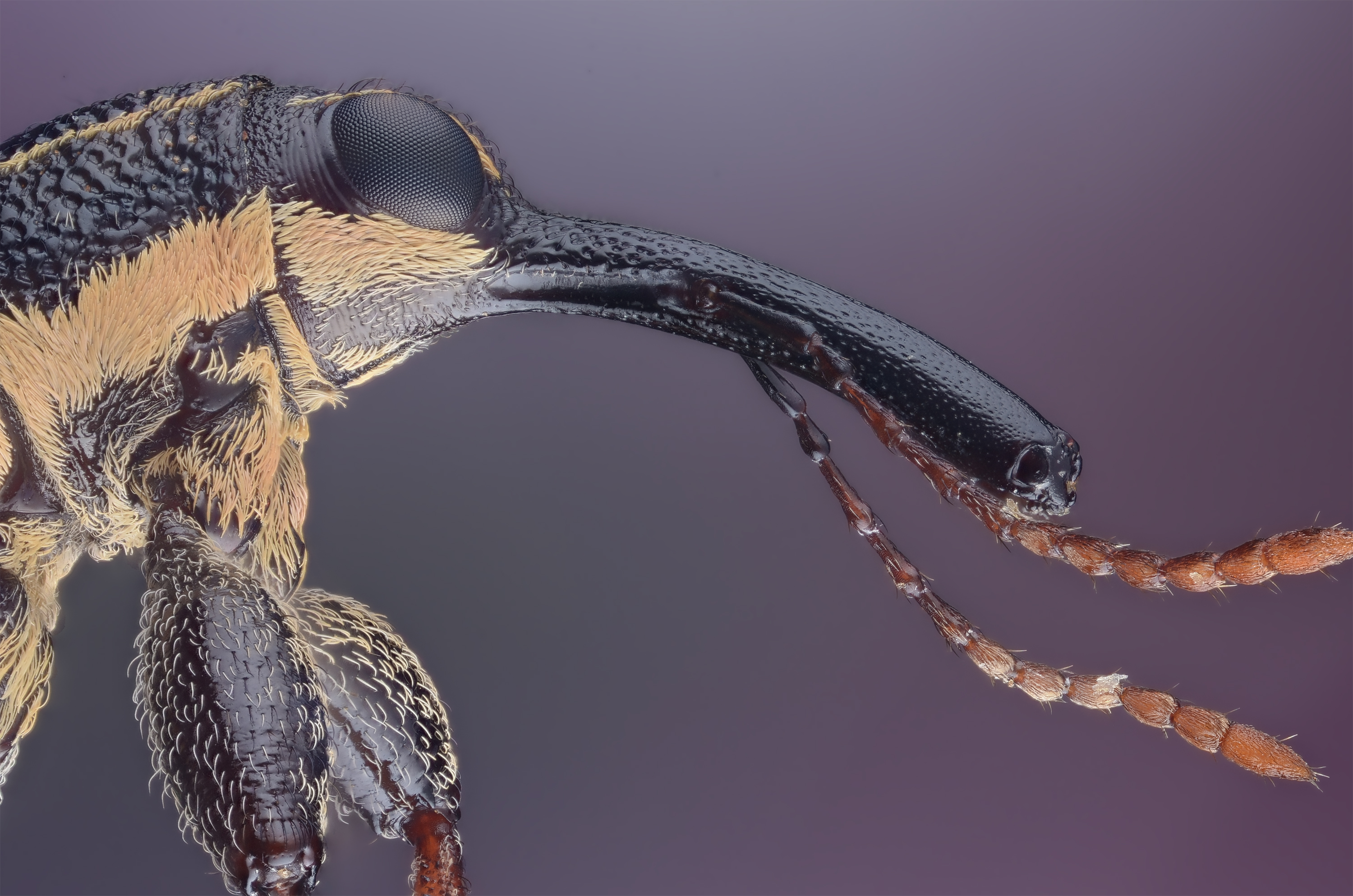
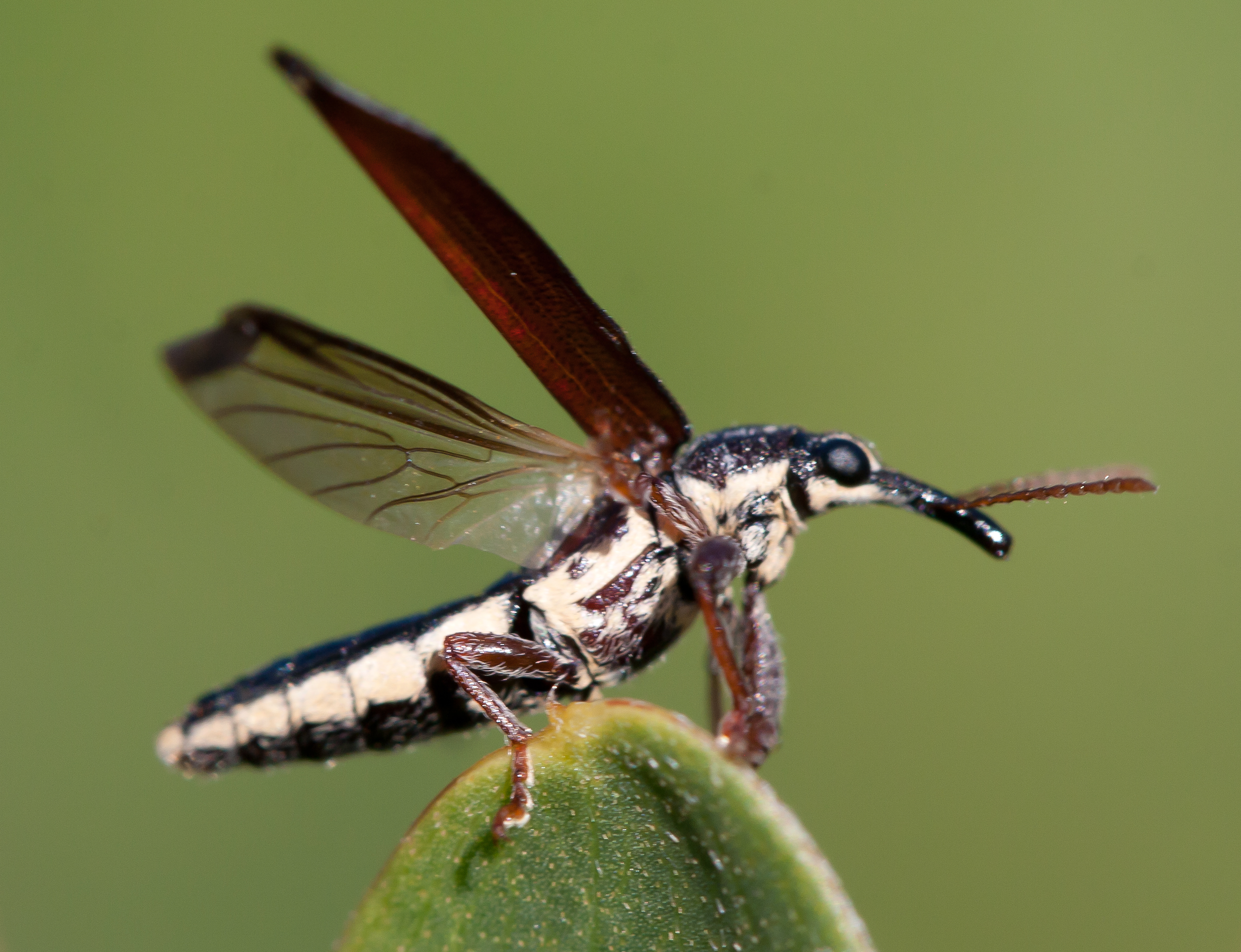
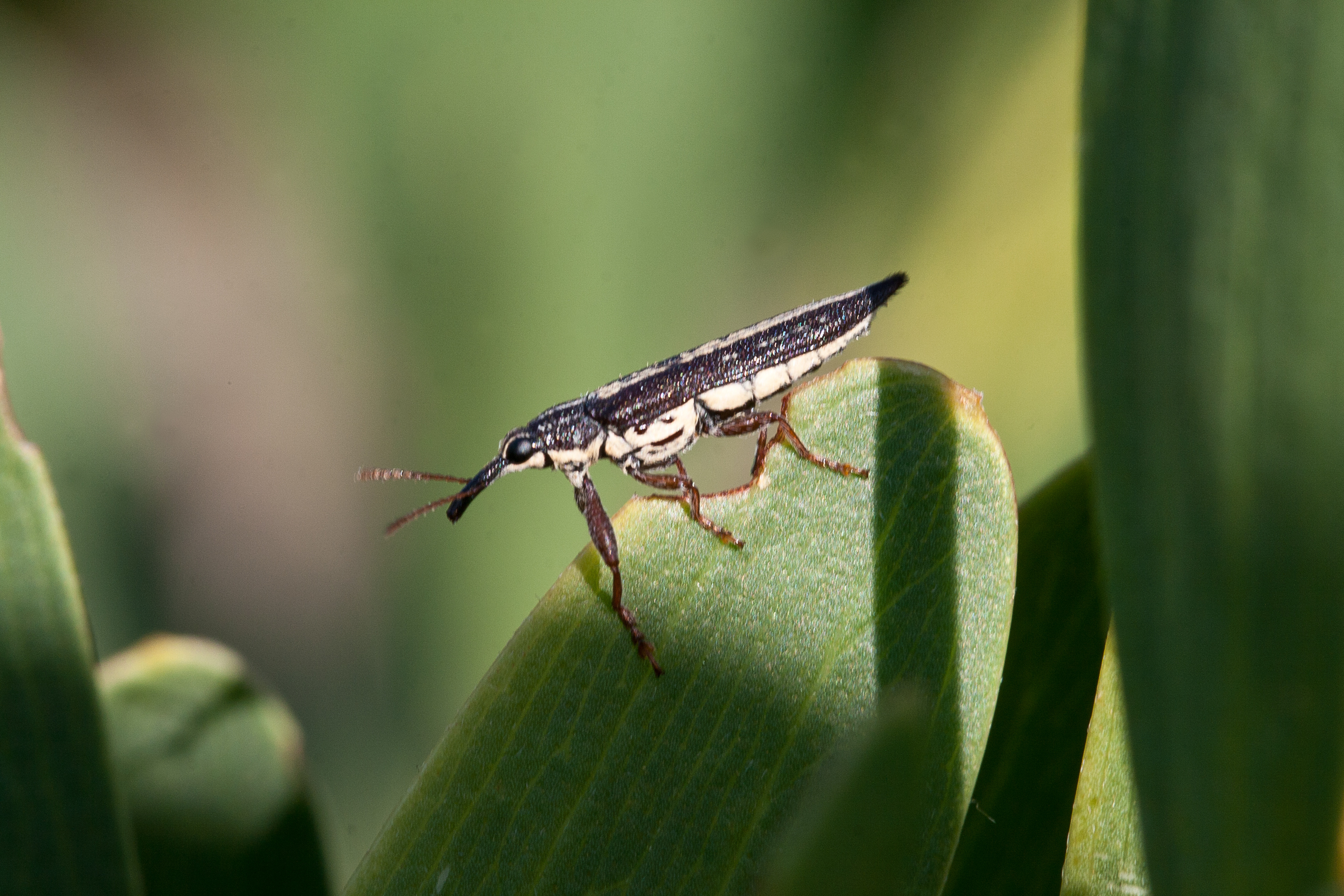
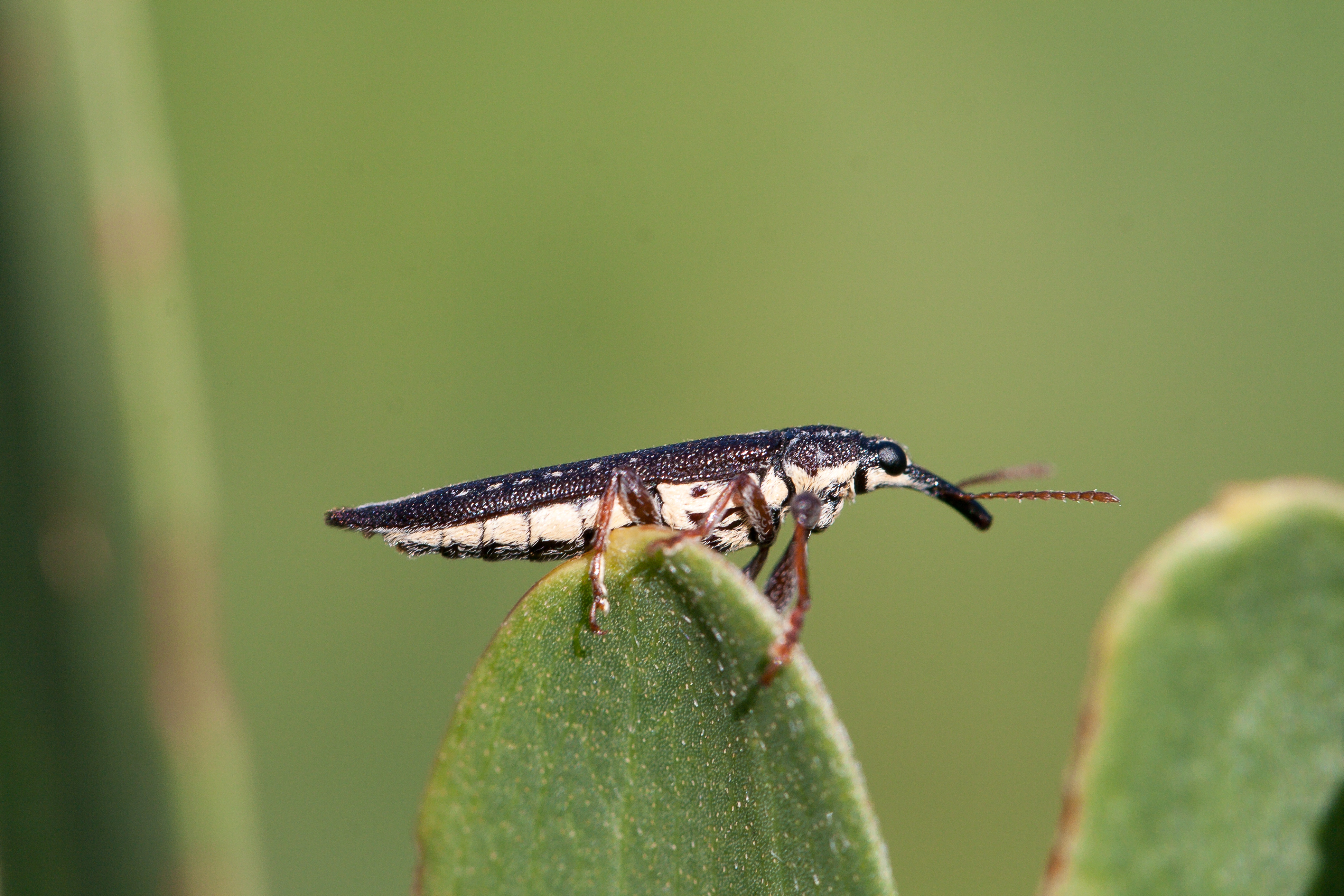
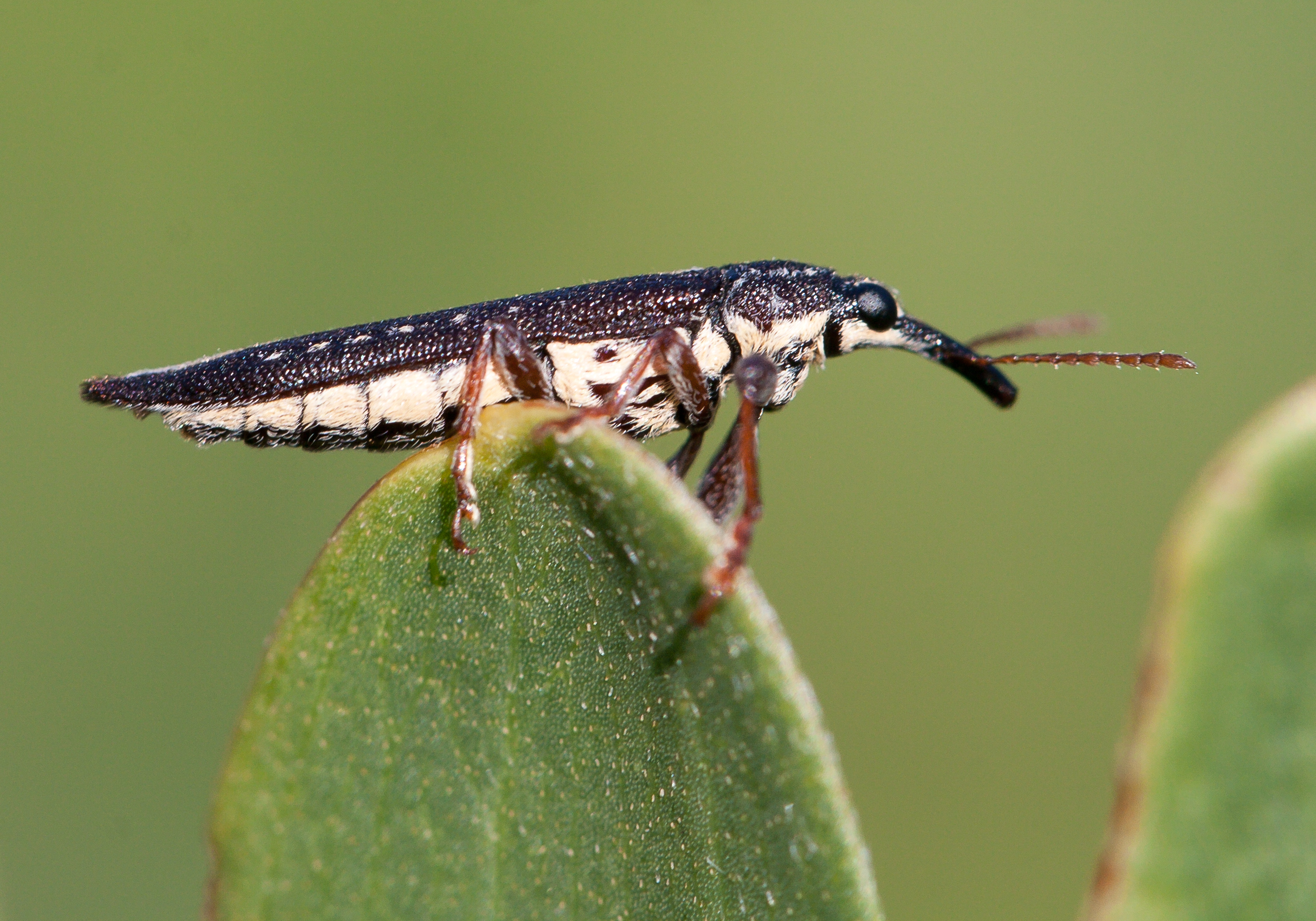